# GK Wien-Südost
Die GK Wien-Südost (Abkürzung für Gleichstromkupplung Wien-Südost) war die im Umspannwerk Wien-Südost zwischen Juni 1993 und Oktober 1996 betriebene HGÜ-Kurzkupplung zur Kopplung des österreichischen und des ungarischen Stromnetzes. Der Anschlusspunkt der GK Wien-Südost an das ungarische Stromnetz lag in Győr.

## Anlage

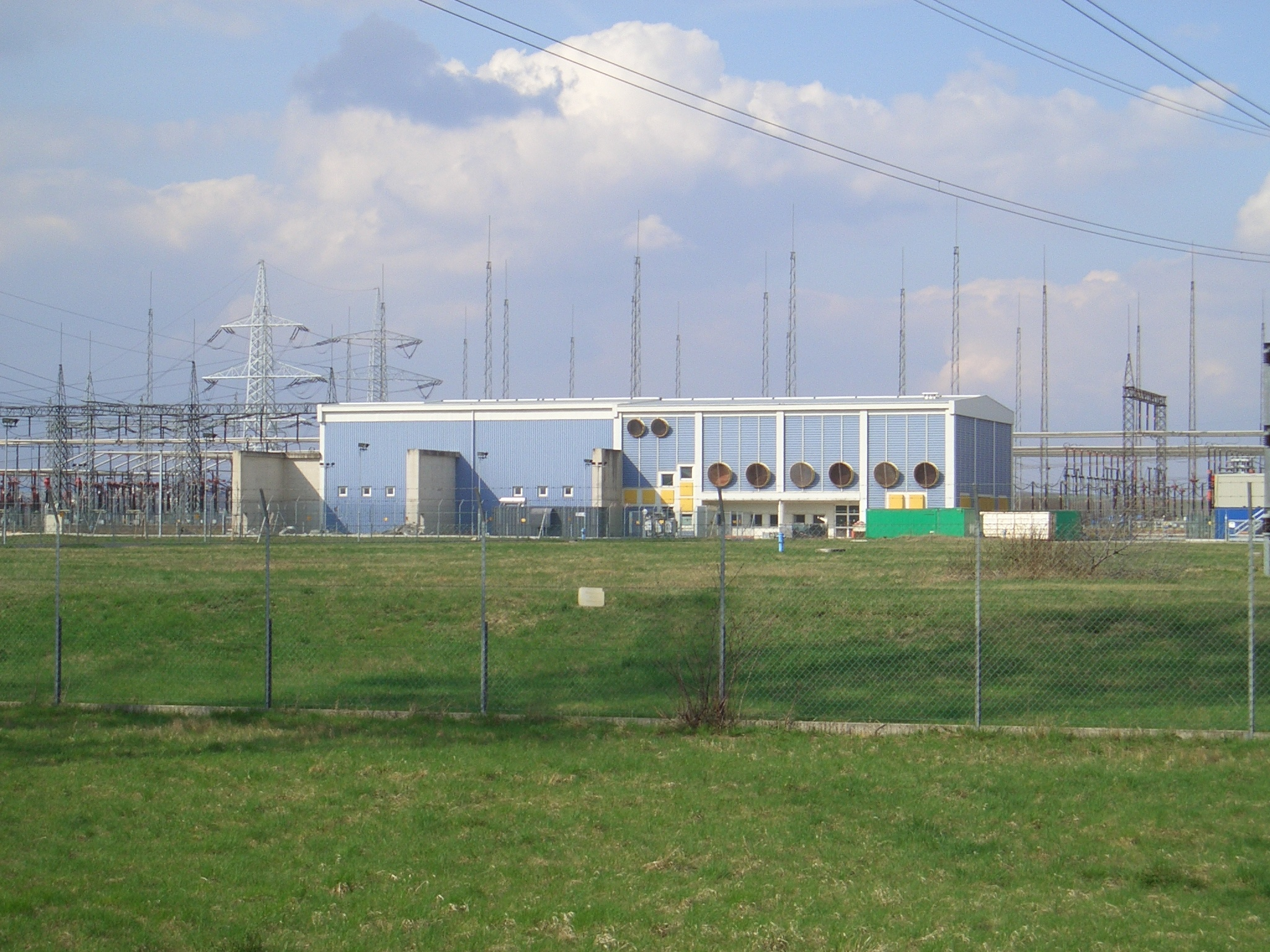
Ehemalige Konverterhalle. Links am Gebäude die Buchten für die Stromrichtertransformatoren.

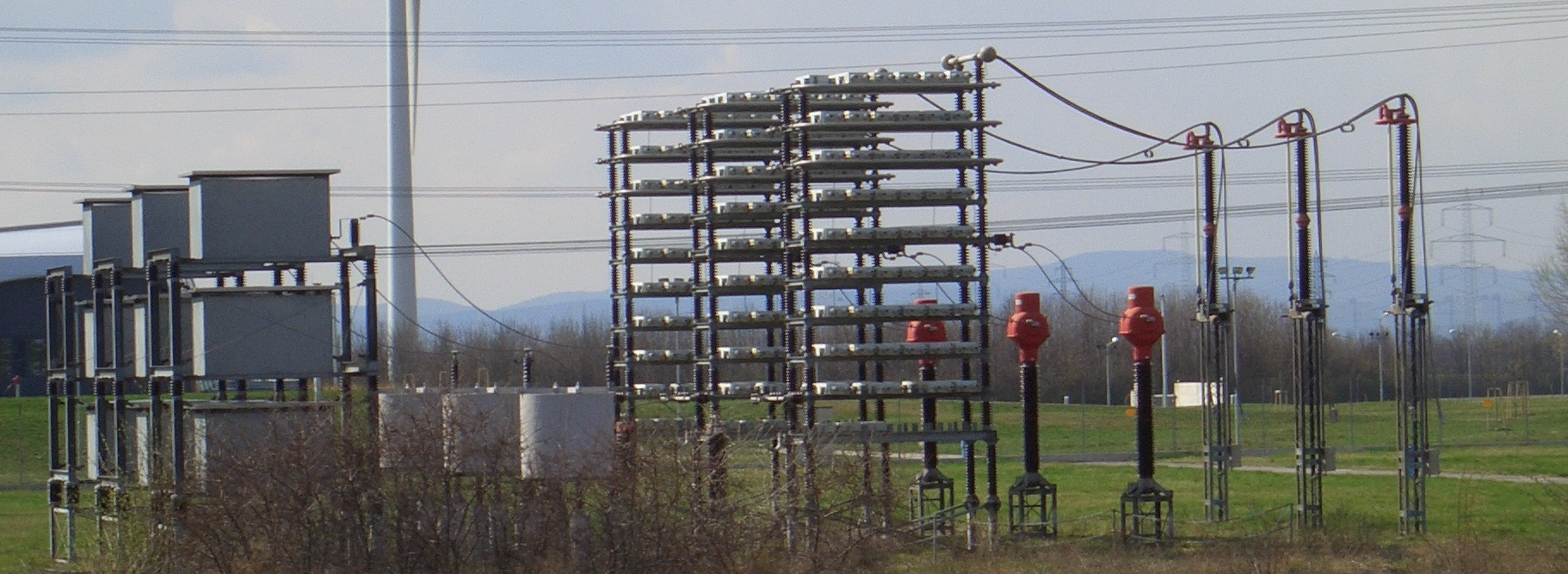
Abgestellte Anlagenteile der GK am Gelände

Diese von Siemens gebaute Anlage besaß eine maximale Übertragungsleistung von 600 MW bei einer Betriebsspannung von 142 kV und war in ihrer Technik weitgehend mit der ebenfalls von Siemens gebauten HGÜ-Kurzkupplung in Etzenricht identisch. Wie bei der HGÜ-Kurzkupplung Etzenricht wurden 864 Thyristoren verwendet. Allerdings kamen nicht wie in Etzenricht sechs einphasige Transformatoren, sondern wie in Dürnrohr vier dreiphasige Transformatoren zum Einsatz.
Im Unterschied zu letzterer wurde die HGÜ Wien-Südost 1995 nach dem Synchronschluss des ost- und westeuropäischen Stromnetzes nicht sofort entbehrlich, da es wegen des fehlenden landesweiten 380-kV-Netzes in Österreich regelungstechnische Probleme gegeben hätte, wenn man seinerzeit die Netze direkt zusammengeschaltet hätte.
Diese Probleme waren erst 1996 mit der Inbetriebnahme von Frequenzregeleinrichtungen in den südpolnischen Steinkohlekraftwerken überwunden, so dass die GK Wien-Südost erst ein Jahr später im Oktober 1996 entbehrlich wurde und stillgelegt werden konnte.
Durch den Wegfall der HGÜ-Kurzkupplung erhöhte sich die maximale Übertragungsleistung der 380-kV-Leitung Wien-Südost–Győr auf 1.514 MW.
Sie sollte wie die Anlage in Etzenricht demontiert und an einen Standort in Osteuropa in Nähe der Grenze zu den GUS-Staaten errichtet werden. Dies wurde allerdings nicht umgesetzt und so wurde die Anlage 2007/2008 abgebaut und entsorgt. Ein Oberwellenfilter blieb allerdings als Erinnerungsstück erhalten. An Stelle der GK Wien-Südost entsteht ein neues Gebäude für den Hauptlastverteiler Österreichs. Die Stromrichterhalle wurde jedoch nicht abgerissen, sondern in eine Werkstatthalle umgebaut.
Der seit der Stilllegung der GK zweite Mast der 380 kV-Leitung nach Győr kann in den Nachtstunden beleuchtet werden und ist auf der Wiener Außenring Schnellstraße S1 weithin sichtbar. Ab dem dritten (vor der Stilllegung der GK Wien-Südost zweiten) Mast, der sich 260 Meter südlich der Anlage befindet, ist die Leitung nach Győr auf 26 Kilometer Länge zusammen mit den beiden Stromkreisen der zum Umspannwerk Sarasdorf führenden 380-kV-Leitungen auf den gleichen Masten verlegt. Bemerkenswert ist, dass unter einem Abspannmast südlich von Stixneusiedl bei 48°1'48"N 16°39'33"O, der auch als Verdrillmast dient, ein Feldweg hindurchführt. Die Leitung passiert das Umspannwerk Sarasdorf ca. 50 Meter südlich. Nach weiteren 37,5 Kilometern passiert die Leitung die ungarische Grenze, wobei am letzten Mast auf österreichischen Gebiet eine Verdrillung der Leiterseile erfolgt. Zu Beginn des Jahres 2010 wurde ein zweiter 380-kV-Stromkreis installiert, wofür die Leitungsmaste bereits ausgelegt waren. Dieser Stromkreis zweigt bei Ötteveny von der Leitungstrasse nach Győr in südwestlicher Richtung ab und endet im Umspannwerk Szombathely.